# Al-Arisza (Syria)
Al-Arisza – miasto w Syrii, w muhafazie Al-Hasaka. W 2004 roku liczyło 3957 mieszkańców.